# Jüdischer Friedhof (Wangen)

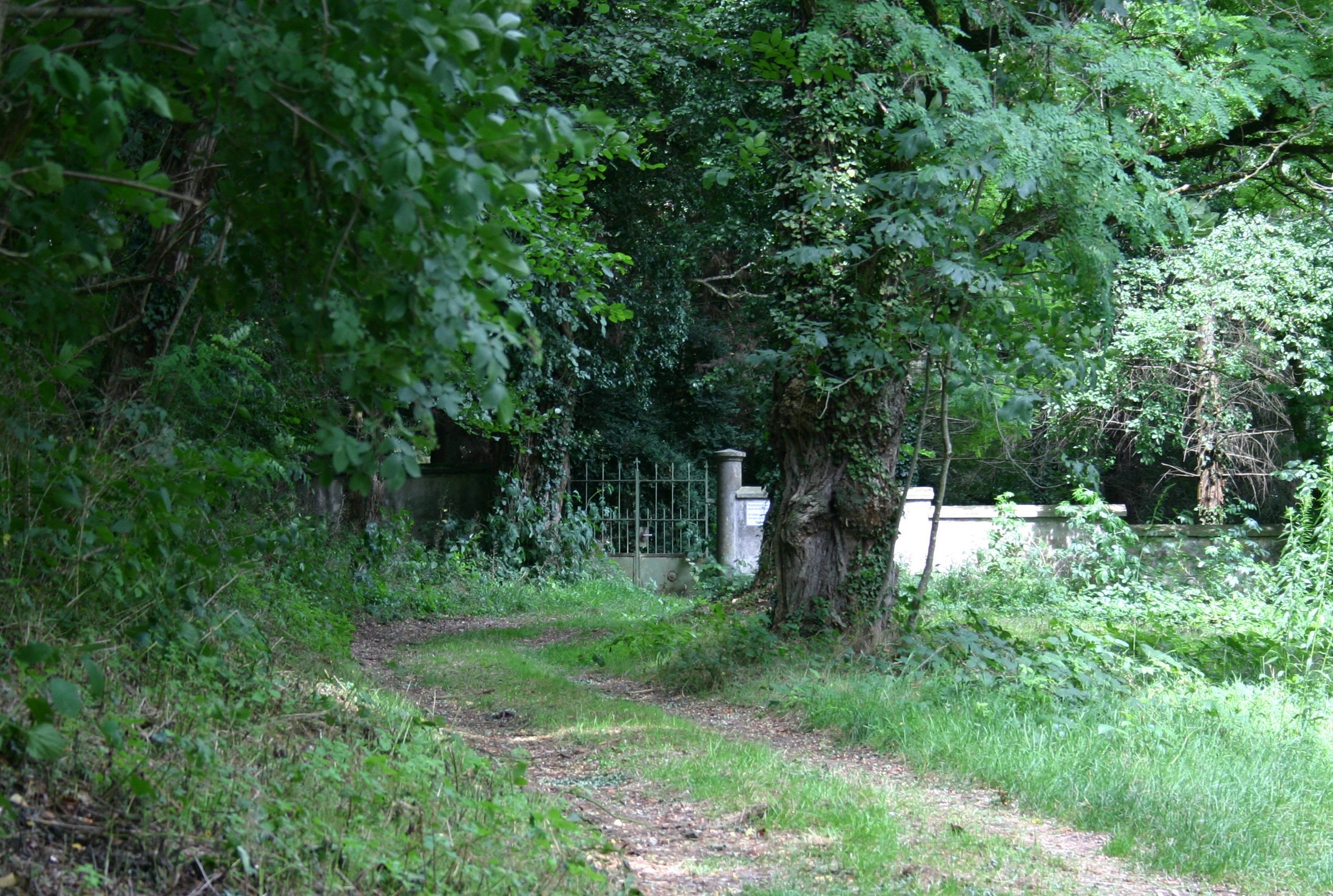
Eingang des jüdischen Friedhofs in Wangen

Der Jüdische Friedhof Wangen ist ein jüdischer Friedhof in Wangen, einem Ortsteil der Gemeinde Öhningen im Landkreis Konstanz in Baden-Württemberg. Der Friedhof ist ein geschütztes Kulturdenkmal und befindet sich nordöstlich oberhalb des Ortes im Wald (Gewann Am Hardtbühl).

## Geschichte
Die jüdische Gemeinde Wangen bestattete zunächst ihre Toten auf dem jüdischen Friedhof in Gailingen. Im Jahr 1827 wurde in Wangen ein eigener Friedhof angelegt, der 1889 erweitert und 1901 mit einer Mauer umgeben wurde. Der Friedhof hat heute eine Fläche von 30,82 Ar, es sind noch 149 Grabsteine vorhanden. Der älteste Grabstein ist von 1847.
Die letzten Beerdigungen fanden 1970 und 1971 statt: begraben wurden „der letzte Jude des Dorfes“, so die Grabsteininschrift (siehe Bild), der Arzt Nathan Wolf (1882–1970) und dessen Schwester Selma Wolf (1881–1971).
Der nach der Deportation der letzten Wangener Juden im Rahmen der Wagner-Bürckel-Aktion im Oktober 1940 dem Verfall preisgegebene, seit September 1941 von den Nationalsozialisten geschlossene Friedhof wurde seitdem drei weitere Male, 1953, 1957 und zuletzt 1992 verwüstet und geschändet.

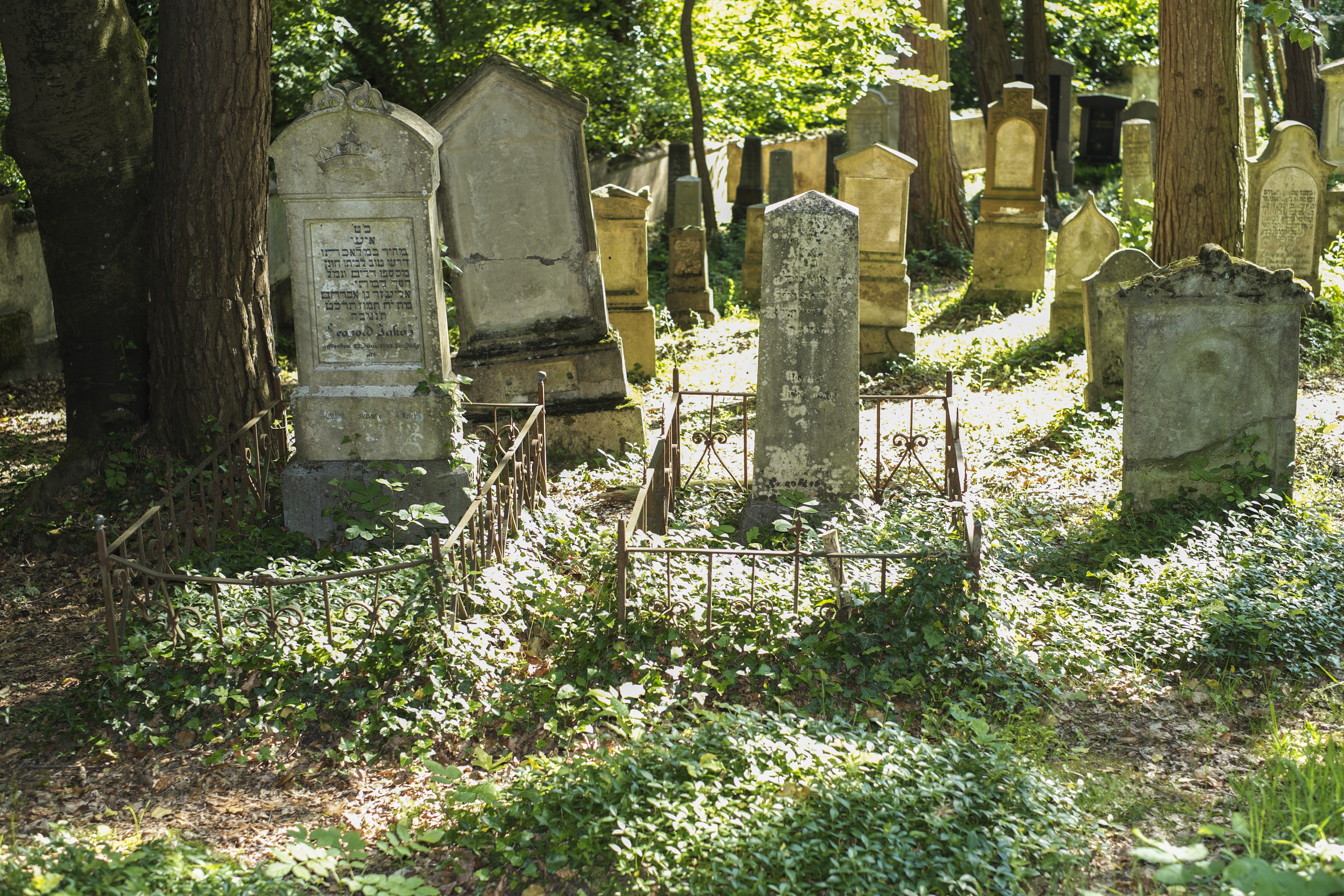
Grabsteine
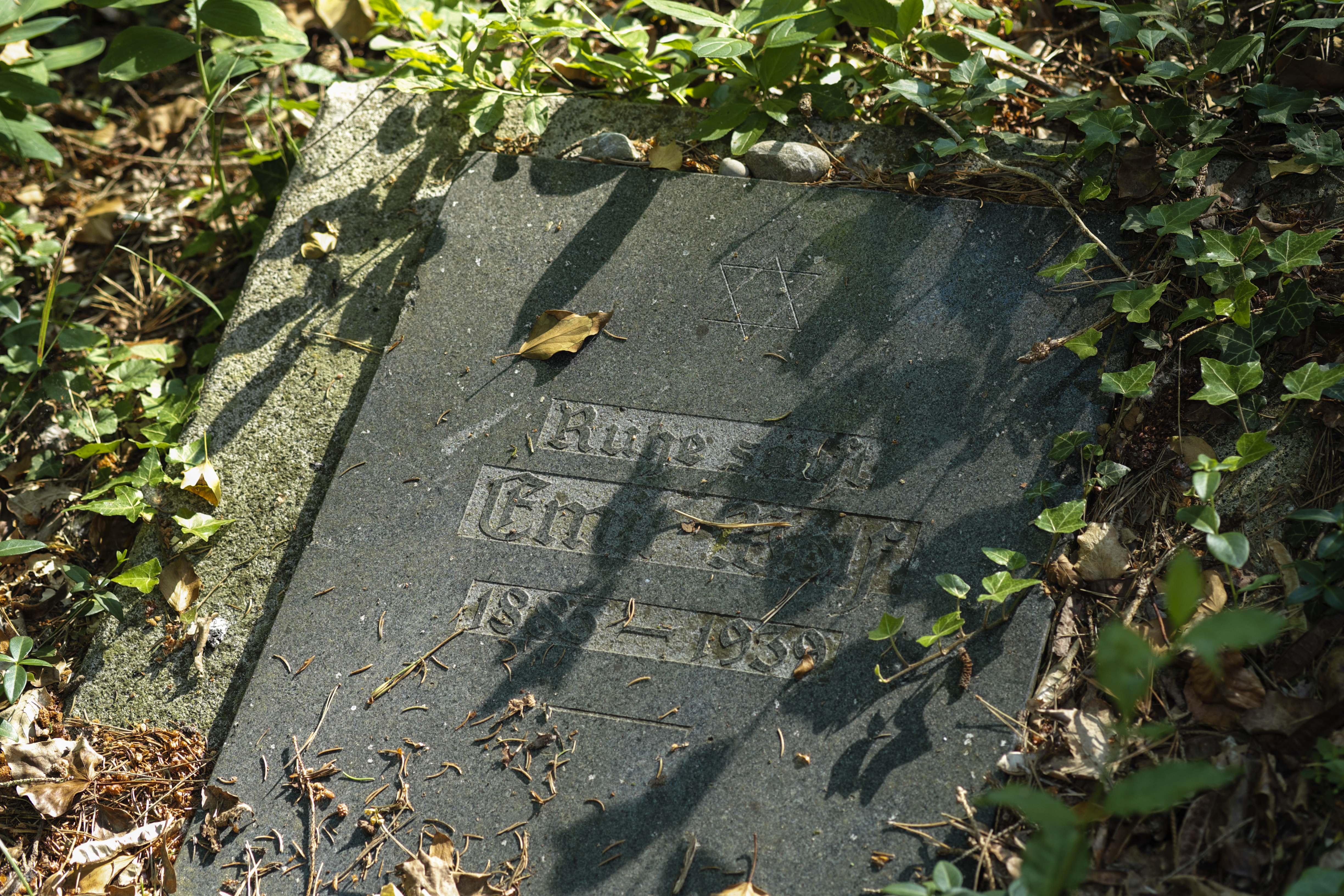
Grab von 1939
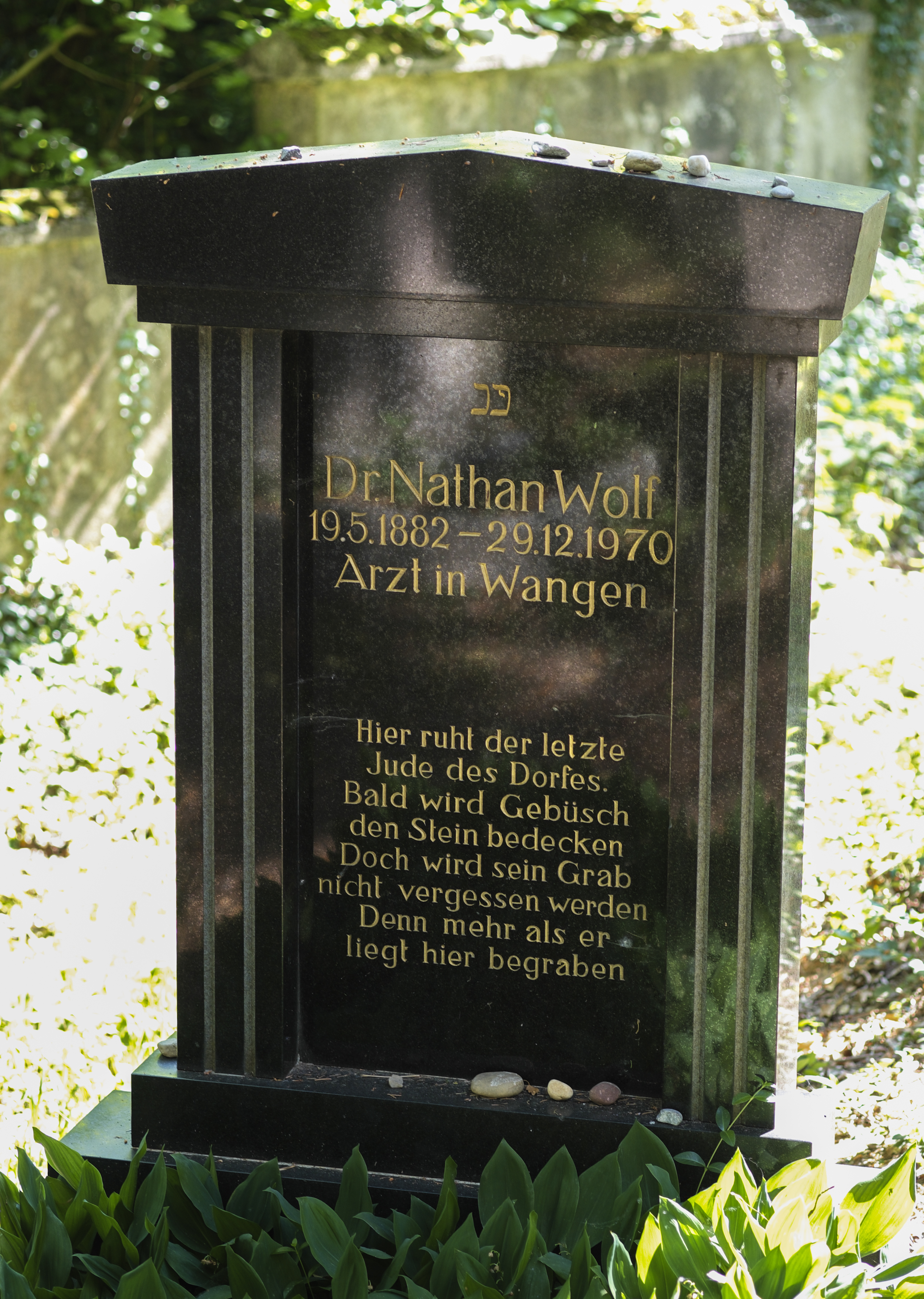
Grab von Dr. Nathan Wolf